# 카스텔산탄젤로 (라치오주)
카스텔산탄젤로(이탈리아어: Castel Sant'Angelo)는 이탈리아 라치오주 리에티도에 위치한 코무네이다. 로마로부터 북동쪽 70km, 리에티로부터 동쪽 12km 거리에 있다.